# Aiteta griseomixta
Aiteta griseomixta är en fjärilsart som beskrevs av W. Warren 1912. Aiteta griseomixta ingår i släktet Aiteta och familjen trågspinnare. Inga underarter finns listade i Catalogue of Life.